# Obelisco de Maracay
El Obelisco de Maracay, también conocido como Redoma del Obelisco u Obelisco de San Jacinto, por el lugar donde se ubica, es el nombre que recibe un monumento localizado entre la avenida Bolívar y la avenida Maracay y a un lado del Parque de Ferias de San Jacinto y el Kartódodromo Internacional de San Jacinto en la ciudad de Maracay, la capital del estado Aragua, al centronorte del país sudamericano de Venezuela.
Consiste en una estructura vertical de 15 metros de altura que es uno de los íconos de ese estado venezolano. Fue remodelada en el año 2000 y en agosto de 2015 se inició su última restauración que incluye mejoras en los jardines sistemas de iluminación y las fuentes que rodean la plaza Obelisco. Obras que estuvieron a cargo de la Fundación para el Desarrollo del estado Aragua (Fundaragua) una institución dependiente del gobierno regional.